# Паршина Валентина Романівна
Валентина Романівна Паршина (16 березня 1927, село Мосляково Дрегельського району Ленінградської області, тепер Любитинського району Новгородської області, Російська Федерація — 21 грудня 2020) — радянська діячка, новатор виробництва, бригадир радгоспу «Детскосельский» Тосненського району Ленінградської області. Кандидат у члени ЦК КПРС у 1981—1989 роках. Член ЦК КПРС у 1989—1990 роках. Депутат Верховної Ради СРСР 10—11-го скликань. Герой Соціалістичної Праці (24.02.1978).

## Життєпис
Народилася в селянській родині. Закінчила середню школу.
У 1959 році закінчила овочівницький факультет Ленінградського сільськогосподарського інституту
21 грудня 1959 — 1975 року — бригадир овочівників радгоспу «Детскосельский», у 1975—1987 роках — бригадир овочівників спеціалізованого виробничого об'єднання радгоспів «Детскосельское», у 1987—2001 роках — бригадир овочівників радгоспу «Детскосельский» Тосненського району Ленінградської області.
Член КПРС з 1965 року.
Указом Президії Верховної Ради СРСР від 24 лютого 1978 року за видатні успіхи, досягнуті у Всесоюзному соціалістичному змаганні, проявлену трудову доблесть у виконанні планів і соціалістичних зобов'язань із збільшення виробництва та продажу державі сільськогосподарських продуктів в 1977 році Паршиній Валентині Романівні присвоєно звання Героя Соціалістичної Праці з врученням ордена Леніна і золотої медалі «Серп і Молот».
З 2001 року — на пенсії в селищі Радгосп Дєтскосельський Пушкінського району Санкт-Петербурга. Член консультативної ради ветеранів при губернаторі Ленінградської області.

## Нагороди і звання
- Герой Соціалістичної Праці (24.02.1978)
- два ордени Леніна (11.12.1973, 24.02.1978)
- орден Жовтневої Революції (16.03.1987)
- орден Трудового Червоного Прапора (8.04.1971)
- медаль «Ветеран праці»
- медалі
- Почесний громадянин Ленінградської області (2002)